# Mazama bororo
Il mazama rosso piccolo (Mazama bororo Duarte, 1996) è una piccola specie di cervo della famiglia dei Cervidi. È endemico della Foresta Atlantica (Stati di Paraná e São Paulo), nel Brasile sud-orientale. Questa specie, descritta scientificamente solo nel 1996, è minacciata dalla distruzione dell'habitat. Malgrado le dimensioni e la struttura fisica ricordino moltissimo quelle del mazama pigmeo (M. nana), la sua colorazione è molto simile a quella del mazama rosso (M. americana). Somiglia ancora di più agli ibridi prodotti dall'incrocio tra queste due specie, ma differisce da entrambe, nonché dai loro ibridi, nel cariotipo.